# Legalize Belarus
Legalize Belarus — белорусская гражданская кампания, направленная на либерализацию наркотического законодательства Беларуси, а также на просвещение в сфере психоактивных веществ, зависимостей и практик снижения вреда.

## Деятельность
Legalize Belarus была создана в 2017 году в связи с очередным ужесточением регулирования оборота наркотиков. Вместе с движением «Матери 328», объединившим родителей осуждённых по статье 328 (Незаконный оборот наркотических средств, психотропных веществ, их прекурсоров и аналогов) Уголовного Кодекса, ряд белорусских активистов выступили с предложениями о смягчении антинаркотического законодательства и объявлении амнистии по некоторым частям статьи 328.
В рамках акции Legalize Belarus активисты организовали сбор подписей за декриминализацию каннабиса, организовали подписание открыток солидарности с осуждёнными по статье 328.
В 2017–2018 годах активисты организовали ряд уличных акций. 25 декабря 2017 г. Legalize Belarus прошли маршем по улицам Минска в честь Коляд. В феврале 2018 г. в рамках местных выборов активисты кампании организовали санкционированный пикет возле Универсама «Центральный». Тогдашняя глава ЦИК Беларуси (Лидия Ермошина) охарактеризовала проведение такой акции как вопиющий случай, но никаких санкций к организаторам применено не было. В апреле 2018 года Legalize Belarus провели пикет на площади Независимости в Минске около Дома Правительства Беларуси.
В декабре 2018 года Legalize Belarus представили собственную коллекцию футболок «Боги и конопля», которая посвящена роли конопли в белорусских народных обрядах и традициях.

В апреле 2019 года активисты Legalize Belarus провели акцию солидарности с осуждёнными за «экстремизм».

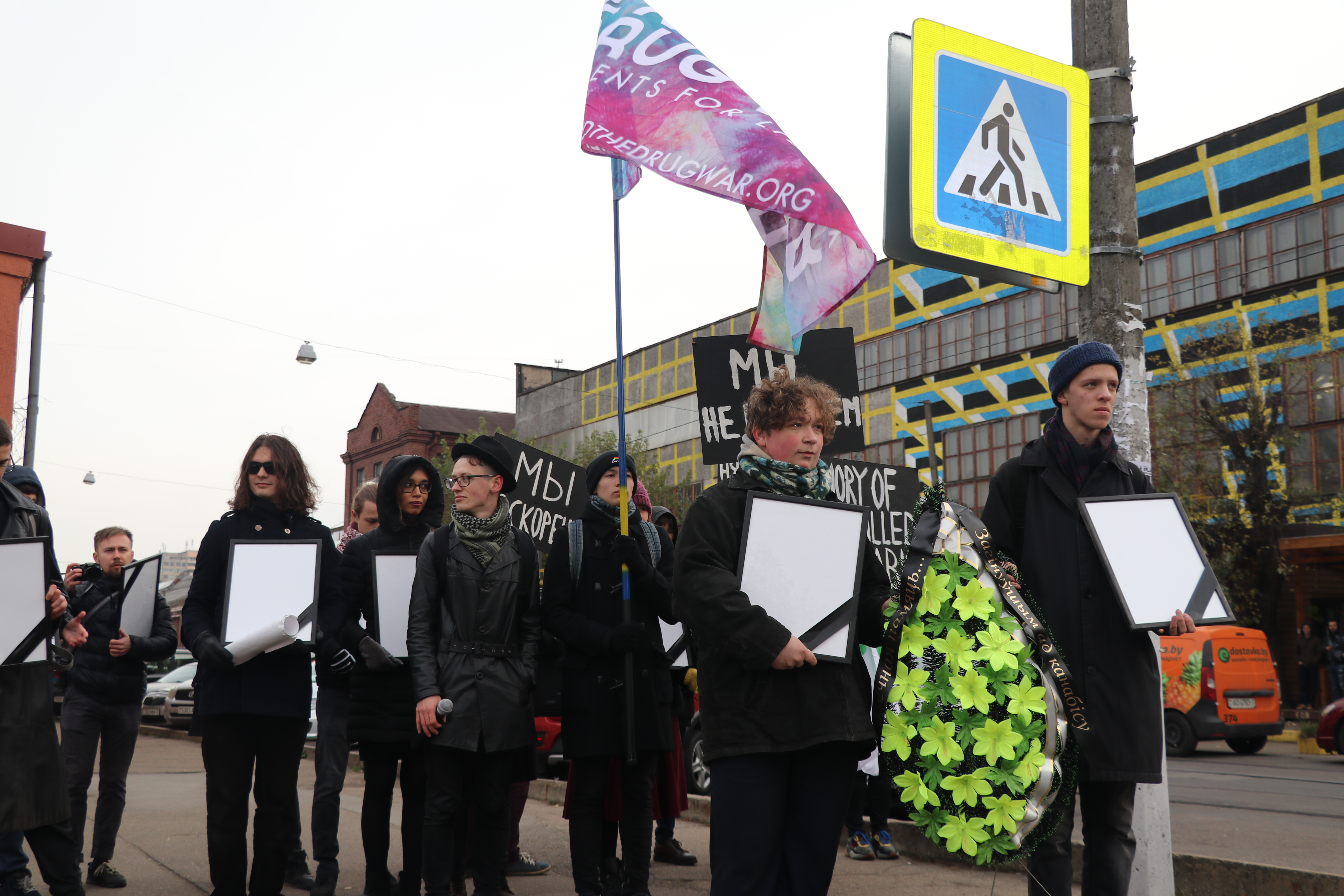
Активисты Legalize Belarus во время акции «Конопляные Деды», ноябрь 2019

В мае 2019 г., совместно с движением «Матери 328», активисты Legalize Belarus организовали санкционированную акцию протеста с требованием реформ антинаркотического законодательства.
Летом 2019 года, во Всемирный день «Support. Don't Punish», посвящённый проблеме антинаркотического законодательства в мире, Legalize Belarus провели фестиваль, в рамках которого прошёл концерт, воркшопы и импровизированная акция.
В сентябре 2019 года активисты Legalize Belarus вместе с коллегами из Ассоциации беларусских студентов, а также ряда других инициатив, объединились в Молодёжный блок для выдвижения в Палату представителей Республики Беларусь. В ходе парламентской кампании объединённая коалиция представила собственный законопроект о декриминализации определённого количества психоактивных веществ и соответствующих изменениях в законодательстве Беларуси. Кроме того, активистам движения удалось провести ряд уличных митингов и акций. По итогам кампании ни один из кандидатов от Молодёжного блока не был избран в Парламент.
С 2020 года по 2022 год активисты Legalize Belarus вели онлайн-мониторинг нелегального оборота наркотиков на территории Беларуси через российский даркнет-рынок Hydra.
Начиная с 2020 года и по сегодняшний день, в связи с репрессиями против гражданского общества после протестов, Legalize Belarus была вынуждена приостановить деятельность на территории Беларуси. Сейчас организация занимается образованием и мониторингом новостей в сфере наркополитики и психоактивных веществ.

## Предложения Legalize Belarus
Legalize Belarus выступает за частичную декриминализацию хранения и употребления ряда психоактивных веществ. По мнению Legalize Belarus, ответственность за наличие относительно небольших доз лёгких наркотиков следует перенести в КоАП, а в качестве наказания должны назначаться штрафы, арест до 15 суток или исправительные работы. Для этого предлагается ввести термины «незначительные» и «значительные» размеры наркотиков, что позволит разграничить ответственность. Активисты также предлагают убрать понятие «хранение в целях сбыта», которое позволяет правоохранительным органам рассматривать любого потребителя как распространителя.

## Достижения кампании
- Кампания Legalize Belarus была награждена премией «Чемпионы гражданского общества» Ассамблеи белорусских НКО в номинации «Новая инициатива 2017 года»[24],
- Публичная информационная деятельность кампании помогала в освещении проблемы тяжести наказания по статье 328 в обществе. В 2018-м году в Беларуси на официальном уровне обсуждалась возможность декриминализировать самые лёгкие части ст. 328 УК РБ[25],
- Частичное разрешение на употребление каннабиса и амфетамина спортсменами, участвующими в соревнованиях во время I Европейских игр 2019 года в Минске[26].

## Критика кампании
В 2018 году Белорусская Христианская Демократия выступила с критикой кампании. По их словам, Legalize Belarus «дискредитируют демократическую оппозицию и обижают чувства христиан страны». Данная реакция вызвана позицией активистов кампании относительно легализации наркотических веществ, использованием ими национальных символов Беларуси и затрагиванием религиозной тематики во время акций, связанных с традиционными белорусскими праздниками.
Особой критике подвергается кампания со стороны государственных СМИ, которые заявляют (к примеру), что Legalize Belarus и движение «Матери-328» призывают к нарушению действующего законодательства, полной отмене наказания по антинаркотическим статьям; пропагандируют употребление наркотиков.

## Преследование активистов
Активистов Legalize Belarus неоднократно штрафовали и задерживали за их деятельность. Так, в начале 2018 года на участников Конопляных коляд были составлены протоколы за нарушение законодательства о массовых мероприятиях, за что были оштрафованы 4 активиста.
В апреле 2018 года ряд активистов задержали за акцию возле Дома правительства.
В мае 2018 года сайт Legalize Belarus был заблокирован Министерством внутренних дел. В ответ на это активист Legalize Belarus Пётр Маркелов организовал виртуальный пикет с предложением заблокировать сайт министерства, за что был арестован, но в итоге не осуждён.
В сентябре 2018 года на вечеринке, организованной Legalize Belarus, были задержаны 27 человек, в том числе активисты Пётр Маркелов, Станислав Шашок, Михаил Воронцов, Егор Виняцкий и другие.
В 2019 году, во время парламентской кампании, был задержан Пётр Маркелов, который на тот момент был доверенным лицом кандидата — Станислава Шашка. В результате Маркелов был приговорён к 14 суткам ареста.
В декабре 2019 года Станислав Шашок (активист Legalize Belarus) получил 15 суток ареста за участие в антиинтеграционных протестах.